# Эйкмэн, Гордон
Гордон Эйкмэн (англ. Gordon Aikman), полное имя Гордон Льюис Эйкмэн (англ. Gordon Lewis Aikman; 2 апреля 1985, Керколди, Великобритания — 2 апреля 2017, Эдинбург, Великобритания) — британский шотландский общественный деятель. Глава информационно-аналитического отдела кампании «Лучше вместе» во время референдума о независимости Шотландии, вскоре после которого ему был поставлен диагноз — боковой амиотрофический склероз (БАС).
Итогом кампании Эйкмэна по привлечению внимания к положению больных с его диагнозом стало то, что шотландское правительство приняло решение об удвоении числа медицинских работников, ухаживающих за больными с БАС, и финансировании их работы Национальной службой здравоохранения. Им также было собрано более полумиллиона фунтов стерлингов на научные исследования по созданию лекарства от БАС. Награждён медалью Британской империи за заслуги и рядом британских премий.

## Деятельность
Завершив образование, поступил на работу в парламент Шотландии в качестве сотрудника информационно-аналитического отдела, а затем пресс-атташе Шотландской лейбористской партии. В сентябре 2012 года он был назначен главой информационно-аналитического отдела кампании «Лучше вместе» на референдуме о независимости Шотландии.
В июне 2014 года Эйкмэн обратился к врачу из-за постоянного онемения пальцев. В ходе медицинского исследования у него диагностировали дегенеративное неврологическое заболевание — боковой амиотрофический склероз. Сразу после этого он начал кампанию «Пятибалльный бой», целью которой было увеличение финансирования исследований, направленных на поиск лекарства от бокового амиотрофического склероза. Кампания Эйкмэна была поддержана всеми политическими кругами Великобритании.
После встречи с Эйкмэном в ноябре 2014 года шотландский премьер-министр Никола Стерджен заявила, что в Шотландии будет проведена проверка того, как оказывается помощь больным с заболеванием двигательных нейронов. Позднее премьер-министр сказала, что выполнит обещание, данное ею Эйкмэну, и Национальная служба здравоохранения Шотландии начнёт финансирование курса медсестёр, специализирующихся на оказании помощи больным боковым амиотрофическим склерозом и удвоит количество таких медицинских работников.
К июню 2016 года Эйкмэн собрал пятьсот тысяч фунтов стерлингов на исследования заболеваний двигательных нейронов. В марте 2015 года на Международном фестивале комедии в Глазго, на котором выступали Фрэнки Бойл, Стюарт Фрэнсис и Фред Маколей, было собрано ещё двадцать пять тысяч фунтов стерлингов. Эйкмэн писал статьи и лично путешествовал по Шотландии, рассказывая обществу о своём заболевании, с которым люди умирают через полтора — два года после диагностирования. Он старался донести до общества необходимость в исследованиях, направленных на поиски лекарства от этой болезни. Его статьи были опубликованы в «Шотландце», «Ежедневной записи» и «Воскресном герольде». В 2017 году Эйкмэн вёл ежемесячную колонку в шотландском издании «Воскресного времени».

## Личная жизнь
Родился 2 апреля 1985 года в городке Керколди в округе Файф, в Шотландии. Окончил среднюю школу Керколди. Во время обучения в школе был старостой класса. Продолжил образование в Бизнес-школе Эдинбургского университета. В 2007 году был избран академическим офицером, ответственным за социальное обеспечение и студенческие общества в Ассоциации студентов Эдинбургского университета.
Гордон Эйкмэн был открытым гомосексуалом. Незадолго до смерти он сочетался браком с журналистом Джо Пайком, политическим обозревателем на канале Ай-ти-ви Ньюс и редактором на Скай Ньюс. Эйкмэн умер в Эдинбурге 2 февраля 2017 года в возрасте 31 года.

## Награды и признание
- Премия жюри на конкурсе «Шотландский политик года[англ.]» — ноябрь 2014 года[17].
- Награда «Наши герои» от издания «Ежедневная запись» (вместе с Люси Линтотт)[18].
- Почётный доктор Эдинбургского университета[19]. На присвоении звания в июле 2015 года Эйкмэн обратился к выпускникам медицинских колледжей с приветственной речью[20].
- Награда «Местный герой» от радиостанции Королевство FM[англ.] в августе 2015 года[21].
- Награда «Участник кампании года» на конкурсе «Шотландский политик года» — ноябрь 2015 года[22].
- Медаль Британской империи в 2015 году «За заслуги в изучении болезней двигательных нейронов»[23].
- Награда «Обозреватель года» на церемонии вручения «Премий шотландской прессы» — май 2017 года[24].
- Приз зрительских симпатий на церемонии вручения «Премий шотландских волонтёрских организаций[англ.]» — июнь 2017 года[25].
- Лекционный зал имени Гордона Эйкмэна[англ.], ранее известный как театр на Джордж-сквер[англ.], был переименован в 2018 году в знак признания общественной деятельности Эйкмэна. Инаугурационную речь в октябре 2018 года прочитал Гордон Браун, бывший премьер-министр Великобритании[26].